# Claudine Doury
Pour les articles homonymes, voir Doury.
Claudine Doury, née à Blois en 1959, est une photographe française. Elle vit et travaille à Paris. Devenue photographe en 1989 après des études journalistiques, elle est actuellement membre de l'Agence VU et représentée par la galerie In Camera (Paris).
Son travail aborde les notions de mémoire et de transition notamment autour de l’adolescence et du voyage. Son œuvre a été récompensée à plusieurs reprises, comme en 2004 où elle fut lauréate du prix Niépce.

## Biographie
Claudine Doury a grandi dans un petit village de Touraine dans le Loir-et-Cher. Ses parents travaillaient dans une coopérative agricole. 
Vers ses 10 ans elle a rencontré la photographe de presse Anne-Marie Berger. Celle-ci avait une maison secondaire dans le village de Claudine Doury qui a pu servir de modèle pour des photos d'illustration. Selon elle, cette rencontre lui a ouvert des horizons et lui a fait découvrir l'iconographie et la photographie. Sarah Moon est également une photographe l'ayant beaucoup marquée.
Venue de l’univers de la presse quotidienne, puis du magazine, Claudine Doury a su très tôt qu’elle devait, à côté de ses activités professionnelles et éditoriales, développer ses propres projets.
En 1999, elle reçoit le prix Leica Oscar Barnack ainsi qu’un World Press Award pour son travail sur les « Peuples de Sibérie ». En 2004, son second ouvrage « Artek, un été en Crimée » parait aux éditions de la Martinière, et reçoit cette même année le prix Niépce pour l’ensemble de son travail. Elle publie par la suite « Loulan Beauty » aux éditions du Chêne (2007), « Sasha » aux éditions du Caillou bleu (2011) et « L’homme nouveau » aux éditions Filigranes (2017). En 2017, elle reçoit le Prix Marc Ladreit de Lacharrière – Académie des BeauxArts, pour réaliser sur l’année 2018 son projet « Une odyssée sibérienne » et publie en 2020 chez Chose Commune «Amour», récit d’une quête menée pendant presque trente ans sur cette région du monde.

## Inspirations
En octobre 2024, lors d'une interview pour le magazine de photographie Réponses Photo, elle déclare avoir eu pour inspirations les photographes Robert Frank et Sally Man avec sa série At Twelve. Mais également des inspirations cinématographiques comme le réalisateur Andreï Tarkovski, ou bien Boris Barnet notamment par ses films d'amour muet comme Au bord de la mer bleue. En littérature elle évoque Le Léopard des neiges de Peter Matthiessen, livre axé sur la philosophie du voyage, ou bien Éloge des voyages insensés de Vassili Golovanov.

## Collections
- Fonds national d'art contemporain, Paris, France
- Artothèque, La Roche-sur-Yon, France
- L’Imagerie, Lannion, France
- Encontros da imagem, Braga, Portugal
- Artothèque, La Rochelle, France
- agnès b., Paris, France
- Le théâtre de la passerelle, Gap, France
- Neuflize OBC
- Bibliothèque nationale de France
- Bibliothèque départementale des Bouches-du-Rhône

## Expositions collectives (extrait)
- 2006, Rencontres d'Arles.
- 2008 : Réfléchir le monde, La Centrale électrique, Bruxelles, Belgique
- 2008 : Breda Photo, Breda's museum, Pays-Bas
- 2010 : Paris Photo
- 2011: Paris Photo
- 2019 : WaterArchitecture, Centre d’Art Contemporain Zarya, Vladivostok, Russie
- 2019 : Paris Photo, GalerieAgnès b. Paris
- 2020 : Nostalghia, Festival Portrait(s) Vichy
- 2020 : 13ONZE15, Carré Lobau, Paris
- 2020 : Loulan Beauty, Château du Val Fleury, Gif/Yvette
- 2020 : La Fab. "Regards Hors Champ et Paysages..." Paris
- 2021 :  Amour, Rencontres Photo Gaspésie, Canada
- 2021 : IDEAT, Musée desArts Décoratifs, Paris

## Expositions personnelles
- 1999, Peuples de Sibérie, Parc de la Villette
- 2007, Loulan Beauty, Galerie Camera Obscura, Paris
- 2011, Photographies 1999-2010, Pavillon Carré de Baudouin, Paris
- Janvier 2012, Sasha, Galerie Particulière, Paris

- 2014 - Loulan Beauty, Galerie Confluence, Nantes, France
- 2014 - Sasha, Galerie Dityvon, Angers
- 2014 - Peuples de Sibérie, Bibliothèque de Bobigny
- 2014 - Loulan Beauty et Artek, Espace Saint Cyprien, Toulouse, France
- 2014 - Peuples de Sibérie, Palais Jacques Cœur, Bourges, France
- 2015 - Sasha, Galerie Domus, Lyon, France
- 2015 - Loulan Beauty, Galerie B.U., Lyon
- 2015 - Artek, ENSSIB, Lyon, France
- 2016 - L’Homme Nouveau, La Galerie Particulière, Bruxelles, Belgique
- 2016 - L’Homme Nouveau, La Galerie Particulière, Paris, France
- 2018 - Le long du fleuve Amour, La Galerie Particulière, Paris
- 2018 - Une Odyssée Sibérienne, Académie des beaux-arts, Paris
- 2019 - L’Homme Nouveau, Galerie Domus, Lyon, France

- 2020- Amour, Galerie In Camera, Paris

## Galerie
- Galerie In Camera
- Agence VU' Portfolio

## Publications
- Peuples de Sibérie, éditions du Seuil (préface de Christian Caujolle)
- Artek : Un été en Crimée, éditions La Martinière, 2004  (ISBN 978-2732431215)
- Loulan Beauty, éditions du Chêne, 2007  (ISBN 978-2842777401)
- Sasha, éditions du Caillou bleu, 2011  (ISBN 978-2-930537-11-5)
- L’homme nouveau, éditions Filigranes 2017  (ISBN 978-2-35046-400-8)
- Amour, Chose Commune, 2020  (ISBN 979-10-96383-15-3)

## Prix et récompenses
- 1996 : Villa Médicis hors les murs.
- 1997 : Bourse Fiacre, Ministère de la culture.
- 1999 : prix Oskar-Barnack.
- 1999 : World Press Photo.
- 2004 : prix Yann-Arthus-Bertrand.
- 2004 : prix Niépce.
- 2017 : prix Marc Ladreit de Lacharrière – Académie des beaux-arts.
- 2017 : Lauréate prix de Photographie Marc Ladreit de Lacharrière-Académie des Beaux-Arts
- 2017 : Lauréate La Jeunesse en France/ CNAP & CéTàVOIR
- Chevalière de l'ordre des Arts et des Lettres (2023)